# Yüreğir
Yüreğir là một huyện thuộc tỉnh Adana, Thổ Nhĩ Kỳ. Huyện có diện tích 1443 km² và dân số thời điểm năm 2007 là 522265 người, mật độ 362 người/km².